# قابس (كهرباء)

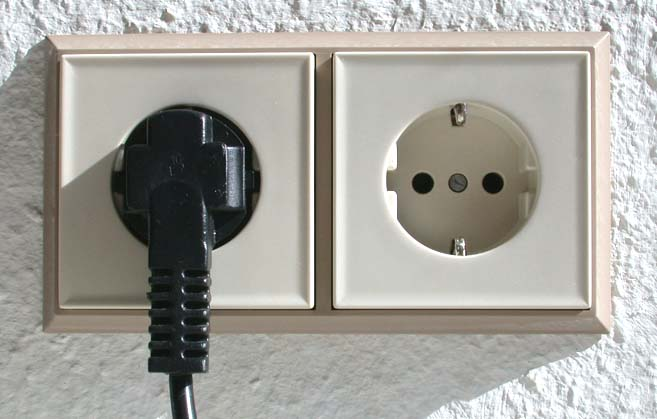
مقبسان كهربائيان، أحدهما موصول بقابس أسود اللون.

القابس (الجمع: قَوابِس) (بالإنجليزية: Switch plug)‏ هي أداة عن سلك كهربائي موصل بجهاز كهربائي يوصل بالمقبس ليستمد منه التيار الكهربائي، وغالبًا تكون مصنوعة من اللدائن ومشتقاته، لأغراض العزل الكهربائي. يُوصل القابس بالمقبس لتوصيل الكهرباء إلى شيء معين. تحتوي بعض أنواع القوابس على مميزات حماية مختلفة تختلف باختلاف أنواعها.

## التاريخ

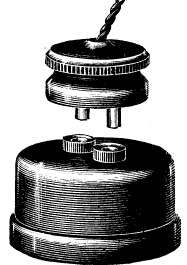
قابس ومقبس كهربائي لمصباح، يعود تاريخه إلى 1893م.

عندما دخلت الكهرباء لأول مرة في المنازل، استخدمت في أول الأمر في الإضاءة؛ حيث كانت تستخدم القوابس في المصابيح الكهربائية، وقد أدى ذلك إلى توصيل الأجهزة المحمولة مثل: (المكانس الكهربائية والمراوح الكهربائية) بقوابس المصابيح الكهربائية باستخدام مقابس المصباح.
عندما أصبحت الكهرباء طريقة شائعة الاستخدام لتشغيل الأجهزة، كانت هناك حاجة إلى وسيلة آمنة للاتصال بالنظام الكهربائي بخلاف استخدام مقبس المصباح.
وشاع بعد ذلك استخدام القوابس في الأجهزة الكهربائية، وأصبحت القوابس تخضع لمعايير السلامة والموثوقية، لمنع الحوادث الكهربائية.

## الفرق بين القابس والمقبس

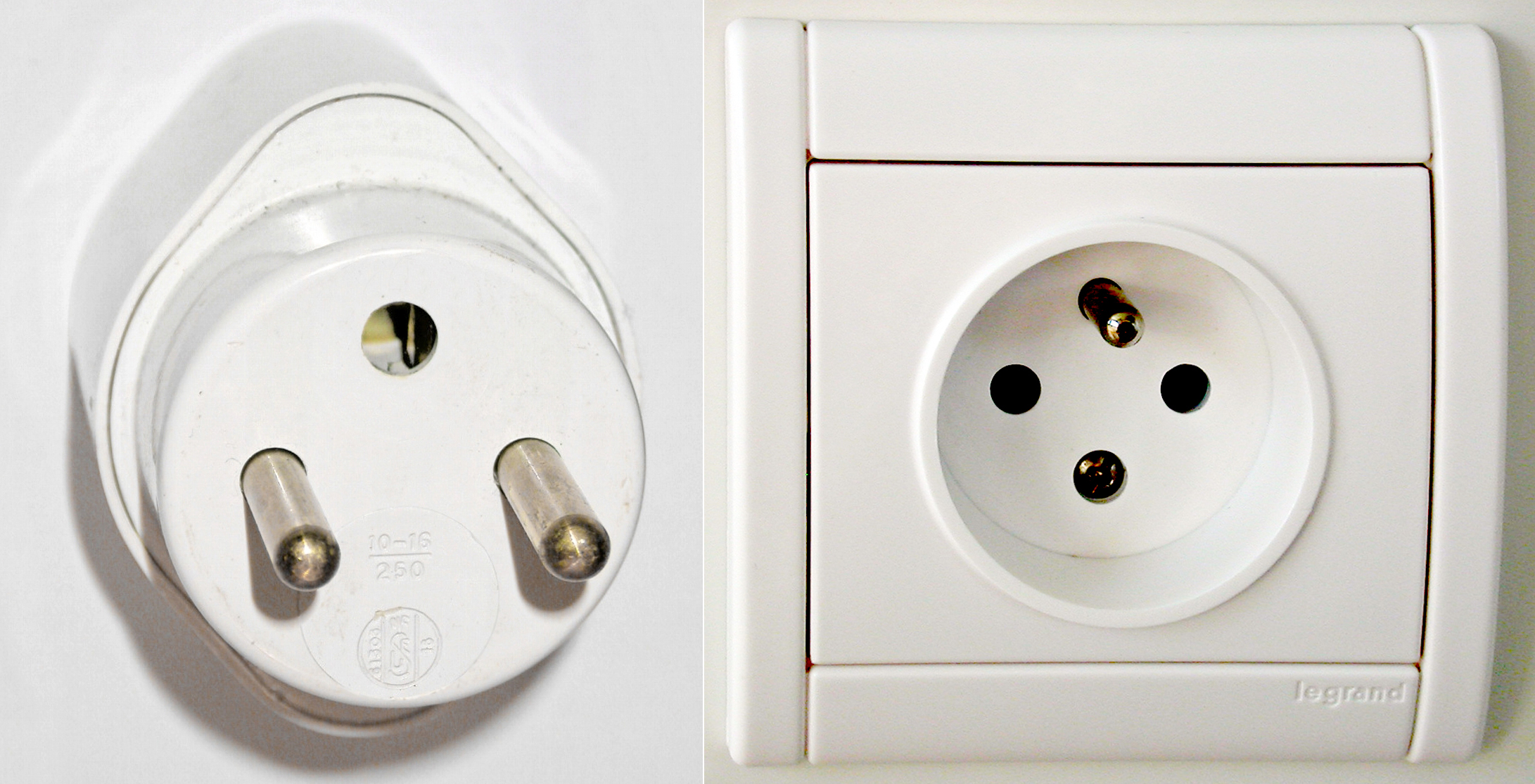
المقبس على يمين الصورة، والقابس على يسار الصورة.

تختلف القوابس عن المقابس، فالقابس هو الطرف البارز وهو يكون موصول بجهاز نستخدمه، مثل ثلاجة أو فرن كهربائي بواسطة سلك؛ ويدخل القابس في المقبس بطريقة ميكانيكية بشرط أن يتلاءم القابس مع المقبس فتكتمل الدائرة الكهربائية.
والمقبس هو تجويف غائر، يكون عادة مثبتًا في الحائط ويمدنا بالتيار الكهربائي، وتختلف أشكال المقابس لتلائم أشكال القوابس المتعددة، كما توجد بعض المقابس التي تلائم أكثر من نوع من القوابس.

## معايير السلامة
يتم تصميم القوابس والمقابس لتكون بمثابة نظام يستوفي معايير السلامة والموثوقية. وقد تقبل بعض أنواع المقابس أكثر من نوع واحد من القوابس؛ حيث تكون هذه نية رسمية معتمدة من تصميم المقبس، قبل أن تباع القوابس المقابس يتم اختبارها لضمان أنها مطابقة لمعايير السلامة المعتمدة. وفي حين لآخر، قد يكون هناك بعض من القوابس والمقابس تسمح بتدفق الطاقة الكهربائية، ولكن قد تكون غير مستوفية لمعايير المنتج لقوة التزاوج أو التأريض أو السعة الحالية أو العمر المتوقع أو السلامة.

## أنواع القوابس
للقوابس أنواع كثيرة ولعل أشهرها:
القابس ذو الدبوسان الدائريان والقابس ذو الثلاثة دبابيس المدورة.

## معرض الصور

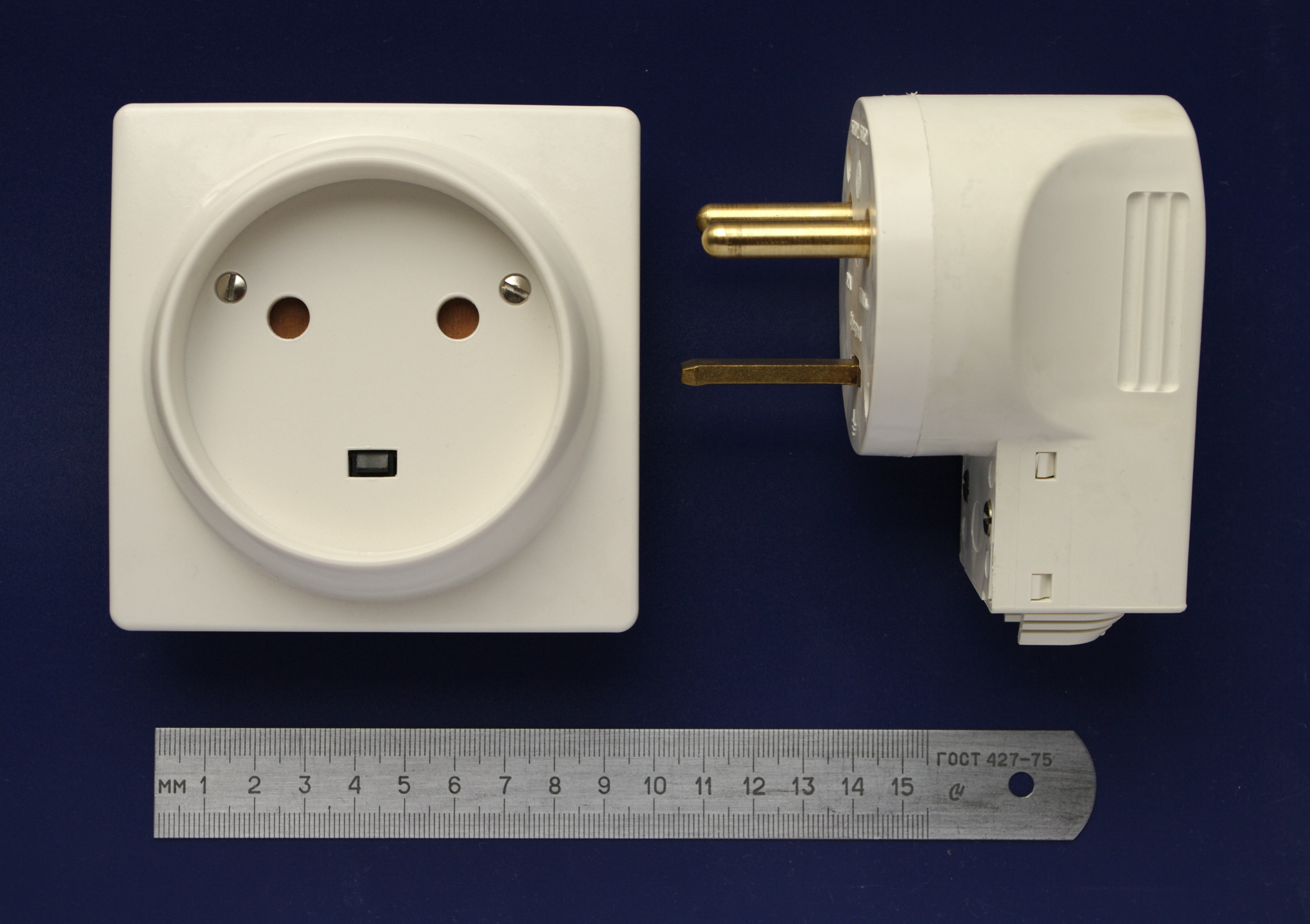
قابس ومقبس كهربائيان.
صورة لقويبس من الجهة الأمامية والخلفية.
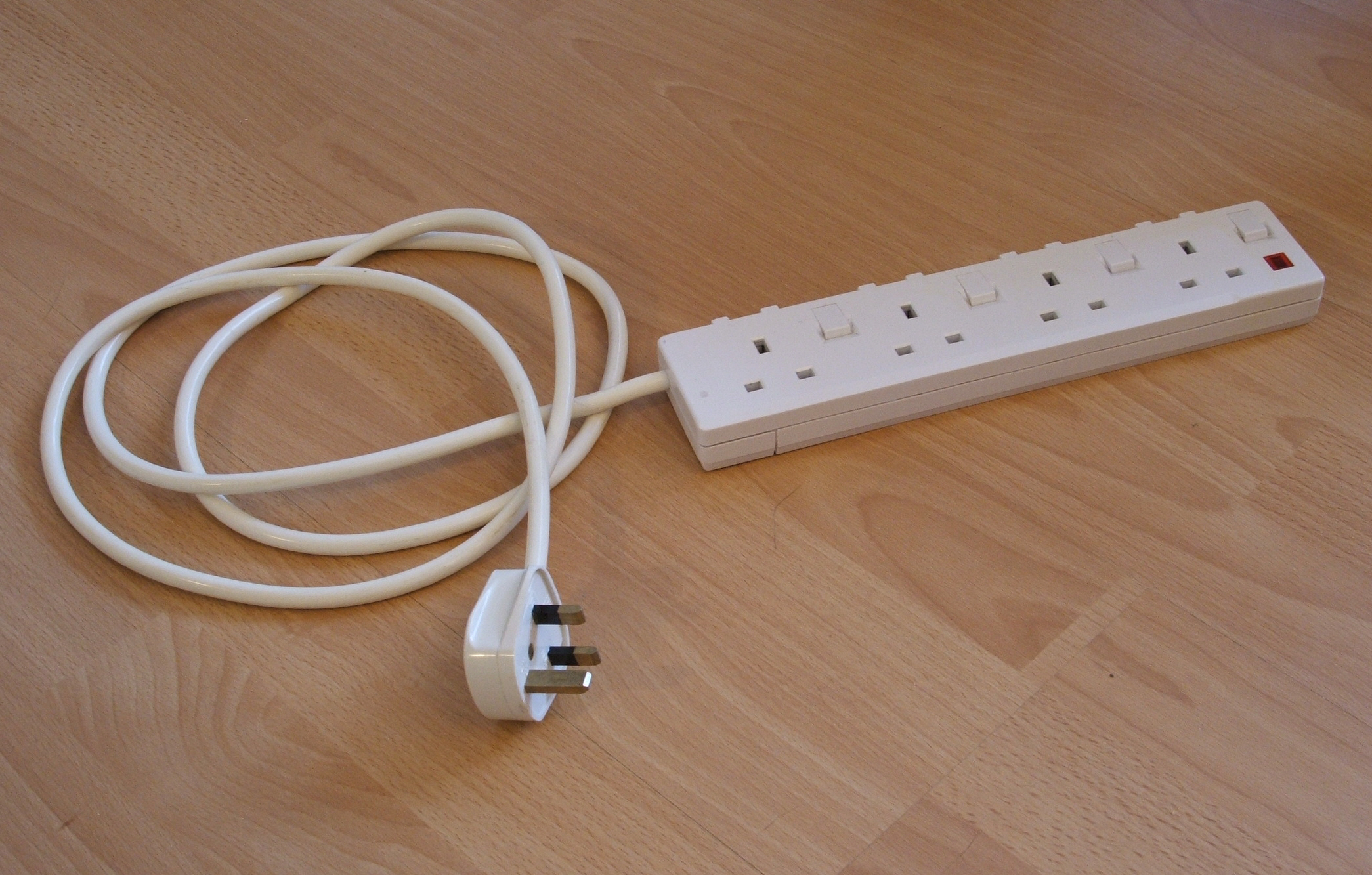
وصلة مقابس.
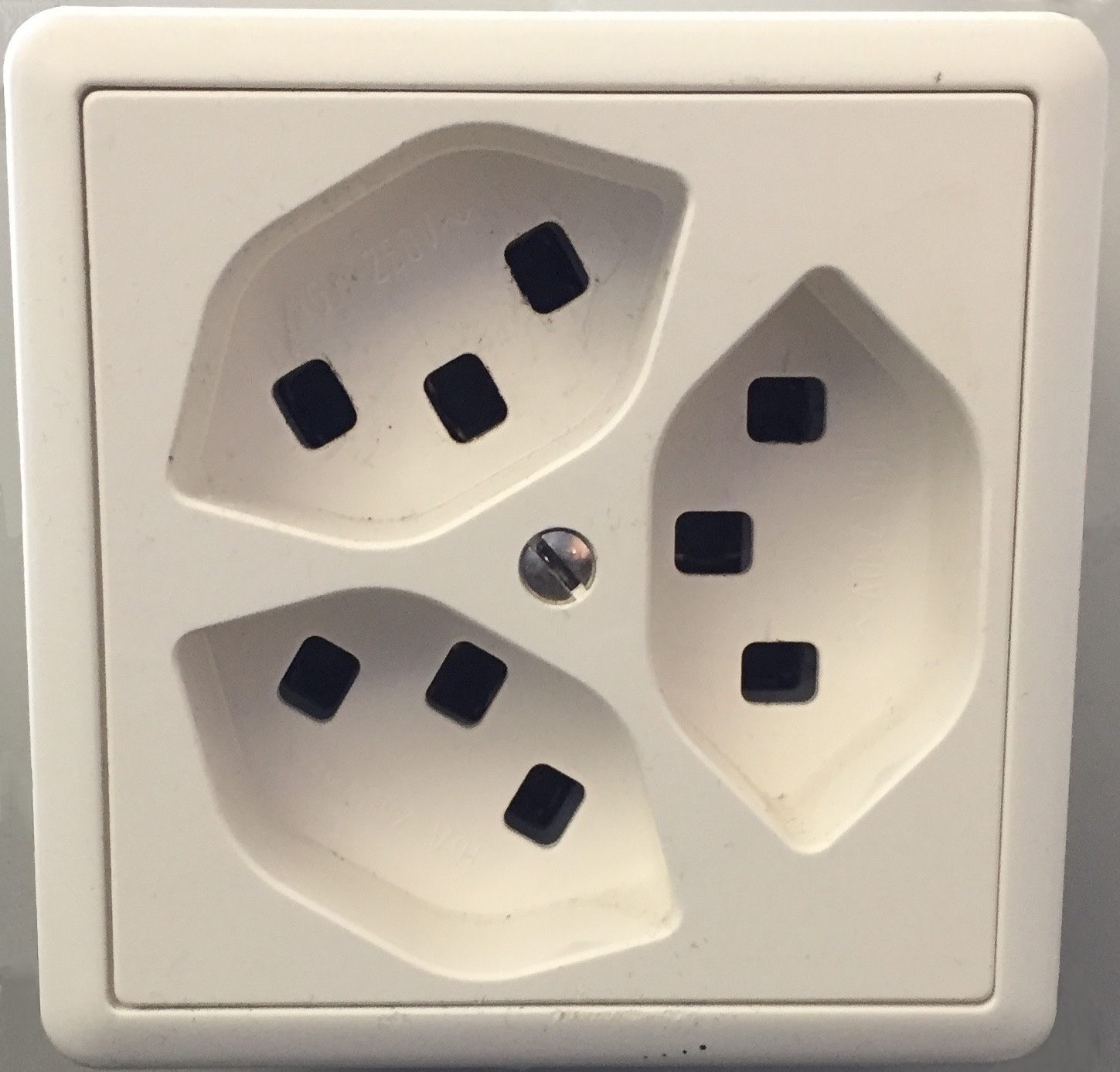
مقبس كهربائي مزدوج بثلاثة مداخل.
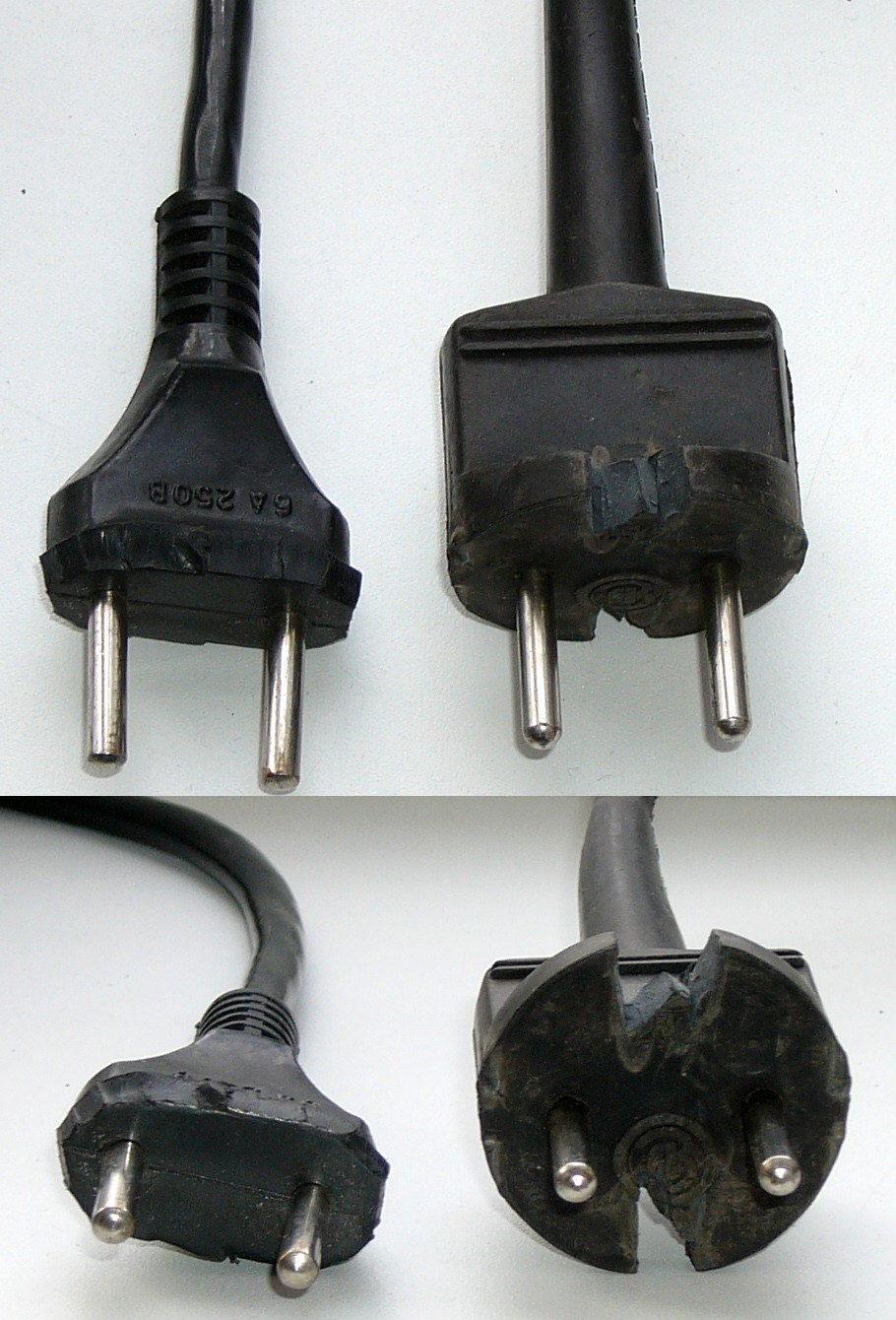
مجموعة قوابس مختلفة الأشكال.
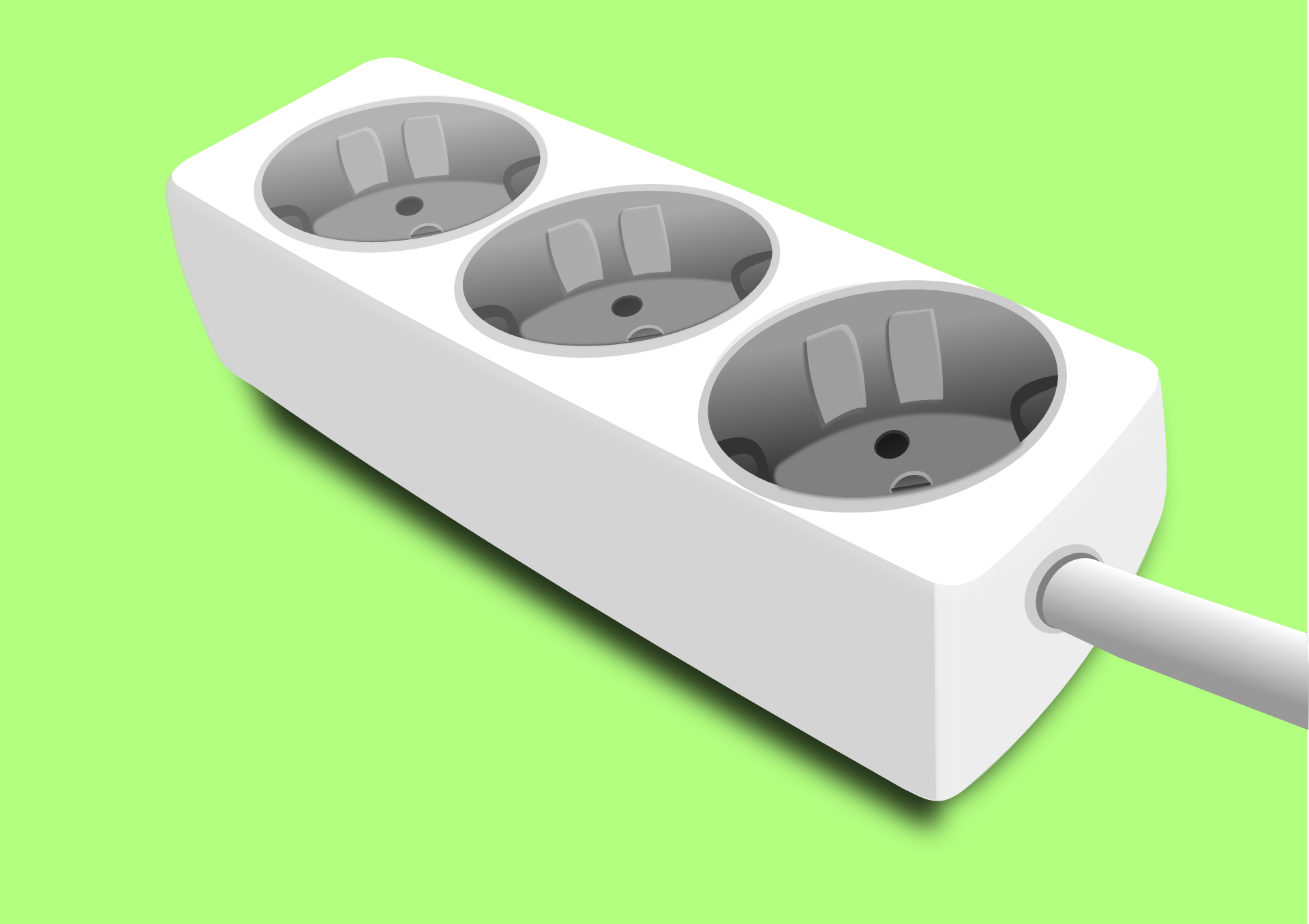
وصلة مقابس.